# 蟹体鲎属
蟹体鲎属（学名：Carcinosoma）是蟹体鲎科的一属。

## 下属物种
本属包括以下物种：
- †纽氏蟹体鲎 Carcinosoma newlini Claypole, 1890 (模式种) ，种名以化石采集者C. E. Newlin的名字命名。
- †似蝎蟹体鲎 Carcinosoma scorpioides Woodward, 1868，种名来自拉丁语scorpio“scorpion”（蝎子）+ eîdos“likeness”（相似）。
- †苏格兰蟹体鲎 Carcinosoma scoticus Laurie, 1899，种名来自拉丁语scoticus“of Scotland”（苏格兰的）。异名：Eurypterus scoticus (Laurie, 1899)
- †利氏蟹体鲎 Carcinosoma libertyi Copeland & Bolton, 1960，种名以来自人名Liberty。

疑似本属的物种：
- †穿刺蟹体鲎 Carcinosoma punctatum Salter, 1859，种名来自拉丁语pūnctum“A sharp tip of any part of the anatomy”（穿刺）。
- †携刺蟹体鲎 Carcinosoma spiniferum Kjellesvig-Waering & Heubusch, 1962，种名来自拉丁语spnifer的变形：spīna“spine”（刺）+-fer“having”（具有）。
- †哈氏蟹体鲎 Carcinosoma harleyi Kjellesvig-Waering, 1961，种名以John Harley的名字命名。